# Обсада на Порт Артур
Обсадата на Порт Артур (на японски: 旅順攻囲戦, Рйоджун Коисен; на руски: Оборона Порт-Артура, 1 август 1904 г. – 2 януари 1905 г.) е най-дълготрайната и най-жестока сухопътна битка от Руско-японската война.
Порт Артур, дълбоководното пристанище и руската военноморска база на върха на полуостров Ляодонг в Манджурия, се е смятал за една от най-силно укрепените позиции в света. Въпреки това, по време на Първата китайско-японска война, генерал Ноги Маресуке превзема града от армията на династията Цин само за няколко дни. Лекотата на победата му по време на предишния конфликт и прекомерната увереност на японския генерален щаб в способността му да преодолее подобрените руски укрепления водят до много по-дълга кампания и много по-големи загуби от очакваните.
Обсадата на Порт Артур въвежда много технологии, които след това се ползват в други войни от 20-и век, особено Първата световна война. Например, масивни 28-сантиметрови гаубици със снаряди до 217 kg (478 lb) и радиус от 8 km (5,0 mi), бързострелящи леки гаубици, картечници Максим, преплитане на бодлива тел, електрически огради, дъгова лампа, прожектори, тактическа радиосигнализация (и в отговор на това първата военна употреба на радиозаглушаване), ръчни гранати, обширна окопна война и използване на модифицирани морски мини като сухопътни оръжия.

## Унищожаване на руския Тихоокеански флот
Ноги Маресуке успява да постави артилерийски наблюдател с телефонна линия на 203-метровия хълм, което дава изглед към пристанището на Порт Артур. Ноги вече може да бомбардира руския флот с тежки гаубици (с диаметър 11 in (280 mm) и бронебойни снаряди тежащи 500 либри = ~220 кг). Той започна систематично да потапя руските кораби в обсега.
Потопени са линейните кораби „Полтава” на 5 декември 1904 г., следван от „Ретвизан“ на 7 декември 1904 г. и „Победа” и „Пересвет” 9 декември 1904 г.; също и крайцерите „Палада“ и „Баян“ на 9 декември 1904 г. Линейният кораб „Севастопол“, въпреки че е ударен 5 пъти от снаряди на гаубица, успява да излезе извън обсега на оръдията. Ужасен от факта, че руският Тихоокеански флот е бил потопен от армията, а не от Императорския японски флот, и с пряка заповед от Токио да не бъде позволено на Севастопол да избяга, адмирал Того Хеихачиро изпраща вълна след вълна от разрушители в шест отделни атаки срещу единствения останал руски боен кораб. След 3 седмици Севастопол все още е на повърхността, оцелявайки след 124 изстреляни по него торпеда, докато потапя два японски разрушителя и поврежда шест други кораба. Междувременно японците губят крайцера Такасаго, попаднал на мина извън пристанището.
През нощта на 2 януари 1905 г., след като Порт Артур се предава, капитан Николай Есен от Севастопол нарежда повреденият боен кораб да бъде потопен странично в 30 fathoms (55 m), така че корабът да потъне на една страна и да не може да бъде вдигнат и спасен от японците. Останалите шест кораба в крайна сметка са извадени и въведени отново в състава на японския императорски флот.

## Последици
Превземането на Порт Артур и последвалите японски победи в битката при Мукден и Цушима дават на Япония доминираща военна позиция, което води до благоприятния за тях Договор от Портсмут (с участието на президента на САЩ Теодор Рузвелт). Загубата на войната през 1905 г. води до големи политически вълнения в имперска Русия (виж: Руската революция от 1905 г.).
В края на войната Ноги докладва директно на император Мейджи по време на Гозен Кайги (конференция при императора). Когато описва подробно битките при обсадата на Порт Артур, Ноги се срива и се разплака, извинявайки се за загубените 56 000 живота и иска да му бъде позволено да се самоубие в изкупление. Император Мейджи му казва, че самоубийството е неприемливо, тъй като цялата отговорност за войната идва от императорски заповеди и че Ноги трябва да остане жив, поне докато самият император е жив.